# 夫婦でドンピシャ!
『夫婦でドンピシャ!』（ふうふでドンピシャ）は、1976年4月3日から1982年10月9日まで朝日放送（ABCテレビ）で放送されていた視聴者参加型のクイズ番組。

## 概要
元々は1975年10月から1976年3月まで『夫婦善哉』の後番組として土曜22:30枠で全国ネットされていた『三枝・アンヌの愛あいゲーム』で、それが終了した後に同様のフォーマットで出演者と番組名を変えて土曜12時台のローカル枠へ移動させたものである。
関西ローカルに降格したものの、北海道テレビ、東日本放送、静岡朝日テレビ（当時は静岡県民テレビ。途中からネット開始）、名古屋テレビ、瀬戸内海放送、広島ホームテレビ、九州朝日放送などの一部のANN系列局や系列外の新潟放送、ANN系列と他系列とのクロスネット局である山口放送、テレビ大分、独立局のテレビ神奈川などでも番組販売扱いで同時ネットまたは遅れネットされていた。
番組のテーマ曲はキダ・タローが手掛けた。この曲は、2010年12月1日にアップフロントワークスから発売されたベスト・アルバム『キダ・タローのほんまにすべて』のDisc.2に収録されている。

## ルール
番組タイトルが示すとおり、毎回登場する夫婦（4組）が私生活に関する質問に答え、それが夫婦同じ答えなら賞金を獲得できる。
- 番組前半では妻がスタジオで解答し、夫は別室にいて司会者が呼び出すと解答席のモニターで顔だけ映る。途中に普通の三択クイズを挿んだ後、番組後半では夫がスタジオで妻が別室となる。
- 『愛あいゲーム』時代の出場者は3組の夫婦ペア（1組だけゲストペア）で、宮川大助・花子ほかが出場していた。

最終問題の終了後、その賞金を持ってパチンコゲームで賞金の倍増を狙う。
- パチンコ台には開閉する赤のチューリップが1か所とオレンジのチューリップが2か所、入口がすぼまったままの黒いチューリップが1か所ある。夫婦で1球ずつパチンコを打ち、2球とも赤または2球ともオレンジに入った場合には賞金が4倍になる。1球が赤、もう1球がオレンジの場合には賞金が2倍。1球が赤またはオレンジに入ってもう1球はどちらにも入らなかった場合、賞金はそのままとなりバッグなどの記念品がもらえた。なお、これらの時に黒いチューリップに1球のみ入った場合は、どこにも入らなかったという扱いになった。小浜は１球目が外れたとき「バッグを目指して」と繋いでいた。
- 2球とも黒に入った場合、ゲーム前の説明では賞金は全額没収となっていた。しかし、2球とも黒は番組の歴史上で1度だけ発生し、実はハワイ旅行が与えられることが明かされた。
- 夫がパチンコを打つ際には、小浜が「黒に入った場合は、スタジオを這いつくばって掃除してもらいます！」、「黒に入った場合は、夫婦そろって裸で踊ってもらいます！」、「黒に入った場合は、私と風呂に入ってもらいます！」とチクリと脅すのがお約束であった。
- パチンコゲーム中のBGMには、「天国と地獄」のサビの部分をアレンジしたものが使われていた。

年に数回、小学生とその親の2人1組で出場できる企画があり、その際には『親子でドンピシャ!』と題して放送した。基本ルールは通常放送と同じであった。

## 司会者

### 女性
- 海原小浜

開始から終了まで担当した。進行役であり、クイズの間はスタンドマイク、それ以外はハンドマイクを使用していた。

### 男性
常にハンドマイクを使用し、クイズの間は出場者に質問など、直接的なやり取りを行っていた。
- 初代：月亭可朝（開始 - 1980年3月） - 自身が起こした不祥事の影響で急遽降板。その際には乾浩明（当時朝日放送アナウンサー）が代理を務めていた。
- 2代目：夢路いとし・喜味こいし（1980年4月 - 終了） - 海原小浜とのトリオ司会で終了まで担当した。

## エピソード
1977年8月放送分（電飾がハートマークになる前の初代セットで、男性司会者は初代の可朝）にて、警察庁広域重要指定113号事件の犯人・勝田清孝（2000年11月に死刑執行）が、同年6月に名古屋市で麻雀店パート従業員を殺害した6日後にこの番組に出場し、賞金8万円と提供スポンサーであった百貨店・そごうの商品券10万円分を獲得したというエピソードがあった。
1983年1月の逮捕時（この時点で既に番組は終了）に、出演当時のVTRが後継番組「乾・鶴瓶の電話でドン!」やワイドショーなどで再度放送された。逮捕当時は既に離婚が成立しており、解答席の妻の顔と名前をモザイク処理で伏せるなど、編集を行って放送された。
司会を務めた小浜は犯人について尋ねられた際、「あの人の顔は人間の顔ではない」と収録当時を振り返りコメントした。

## 放送終了後の関連企画
制作局・朝日放送のラジオ（ABCラジオ）では、2016年3月13日に万博記念公園で開催のイベント「ABCラジオ スプリングフェスタ2016」で、リスナーが参加できるステージ企画として「ABC創立65周年記念 番組対抗クイズでドンピシャ!」を実施。ABCラジオは当日の10:30 - 11:55に、この企画を中心にした上記イベントの生中継を実施した。
「クイズでドンピシャ!」では、ABCラジオが制作する以下の生ワイド6番組から、パーソナリティが1名ずつ参加。番組単位での公募から抽選に残ったリスナー1名とペアを組んだうえで、優勝賞金5万円と豪華賞品の獲得を目標に、クイズで競い合っていた。
以下では、参加するパーソナリティの氏名を（ ）内に記している。
- 慶元まさ美のおはようパートナー（慶元まさ美）
- おはようパーソナリティ道上洋三です（道上洋三）
- ドッキリ!ハッキリ!三代澤康司です（三代澤康司）
- とことん全力投球!!妹尾和夫です（妹尾和夫）
- 桑原征平粋も甘いも（桑原征平）
- 磯部・柴田の日曜のびのび大放送（柴田博）